# ستيفن يان
ستيفن يان (بالألمانية: Steven Jahn)‏ (15 يوليو 1989 في ألمانيا - ) هو لاعب كرة قدم ألماني في مركز الهجوم. لعب مع يونيون برلين وTSG Neustrelitz ‏ وBrandenburger SC Süd 05 ‏.

## وصلات خارجية
- ستيفن يان على موقع قاعدة بيانات كرة القدم.إي يو (الإنجليزية)
- ستيفن يان على موقع بيانات كرة القدم. دي إي (الألمانية)
- ستيفن يان على موقع عالم كرة القدم.نت (الإنجليزية)